# Сремски Карловци
Сремски Карловци (на сръбски: Сремски Карловци; на хърватски: Srijemski Karlovci; на унгарски: Karlóca) е град в Сърбия, АО Войводина, Южнобачки окръг. Той е административен център и единственото населено място в община Сремски Карловци.

## География
Историческият град Сремски Карловци е разположен по склоновете на Фрушка гора, на десния бряг на река Дунав, и е заобиколен от лозя. Градът е неразделна част от красивия пейзаж и е пример за хармоничното единство на културно и природно наследство.
Сремски Карловци лежи на дунавския бряг на 1244 km от влива на Дунав в Черно море в подножието на Фрушка гора, на важен кръстопът, при устието на Стражиловската рекичка, подхранвана от множество извори, неприсъхващи и лете. Градът има донякъде обзорно амфитеатрално местоположение.
На км 1232,7 по Дунава до Сремски Карловци, шосеен мост облекчава трафика през Нови Сад.

## История
Селище на местото на днешните Сремски Карловци е съществувало още в античността. Това е римския Кузум.
От XIV век селището се утвърждава като административно и религиозно-културно средище в Кралство Унгария, запазвайки тези си функции и през XVIII и XIX век. След Карловацкия мирен договор от 1699 г., сключен след дълги преговори между Османската империя и „Свещената лига“ (Австрия, Русия, Венеция и Полша), става резиденция на глава на Православната църква. Затова наричат Сремски Карловци „Рим на сръбската православна църква“. В града се открива една от най-старите гимназии в Сърбия. Тук е учил и израсъл видният сръбски поет Бранко Радичевич.
Сремски Карловци започва да се развива бързо след 1713 година, когато тук се премества седалището на митрополията. Сегашният исторически център на Сремски Карловци се е формирал в резултат от развитието на града през XVIII, XIX и началото на XX век. Централно място в него заема площадът „Бранко Радичевич“. Наоколо се издигат множество старинни сгради, които заради своята архитектурна и художествена стойност имат особено място в културната история на сърбите. Градът е известен и като балкански православен център, където са работили балкански просветители за запазването на славянския език и православието. Сред тях са българите Партений Павлович, написал първата автобиография в южнославянската литература, и Христофор Жефарович, отпечатал „Стематография“.

## Архитектура
Сремски Карловци привлича вниманието с многото съхранени архитектурни паметници, между които са Магистратурата в стил ампир, Съборната църква от XVII век в стилове барок и ренесанс, дело на строителите Крачен, Чешляр, Орфелин и П. Йованович. Патриаршеският дворец „Илион“ е най-интересната и монументална сграда във Войводина за своето време (1874 г.). В нея се помещават музейни сбирки и картинна галерия. Сградата на старата гимназия от 1891 г. е в стила на средновековните манастири.
През 1751 г. за помощник-епископ в Сремски Карловци е ръкоположен Партений Павлович (1695 – 1760), български духовник и книжовник. В Сремски Карловци ходил от Хилендар и авторът на „История славянобългарска“ – Паисий Хилендарски, за да дири както заявява в немската земя, източници за историята на българите.
На мястото на сключването на Карловацкия мир е построена църквата „Мария Фрийден“. Сто години след подписването на мира, като едно възпоменание, през 1799 г. е построена голяма чешма на площад „Бранко Радичевич“. Тя е претърпяла две реставрации – през 1858 и 1925 година.

## Култура
В Сремски Карловци се намира архивът на Сръбската академия на науките. Всяка година през втората половина на септември се организира фестивалът „Бранково коло“. Прочути са Карловацките вина сирмнер, карловитцер и каменитцер, както и ракията сливовица.

## Население
Населението на града възлиза на 8839 жители (2002).

Етнически състав:
- сърби – 6664 жители (75,39 %)
- хървати – 753 жители (8,51 %)
- югославяни – 254 жители (2,87 %)
- унгарци – 215 жители (2,43 %)
- черногорци – 89 жители (1,00 %)
- немци – 71 жители (0,80 %)
- словаци – 27 жители (0,30 %)
- словенци – 19 жители (0,21 %)
- македонци – 19 жители (0,21 %)
- русини – 14 жители (0,15 %)
- руси – 10 жители (0,11 %)
- други – 40 жители (0,41 %)
- недекларирали – 329 жители (3,72 %)